# Série de pièces commémoratives américaines du bicentenaire des États-Unis

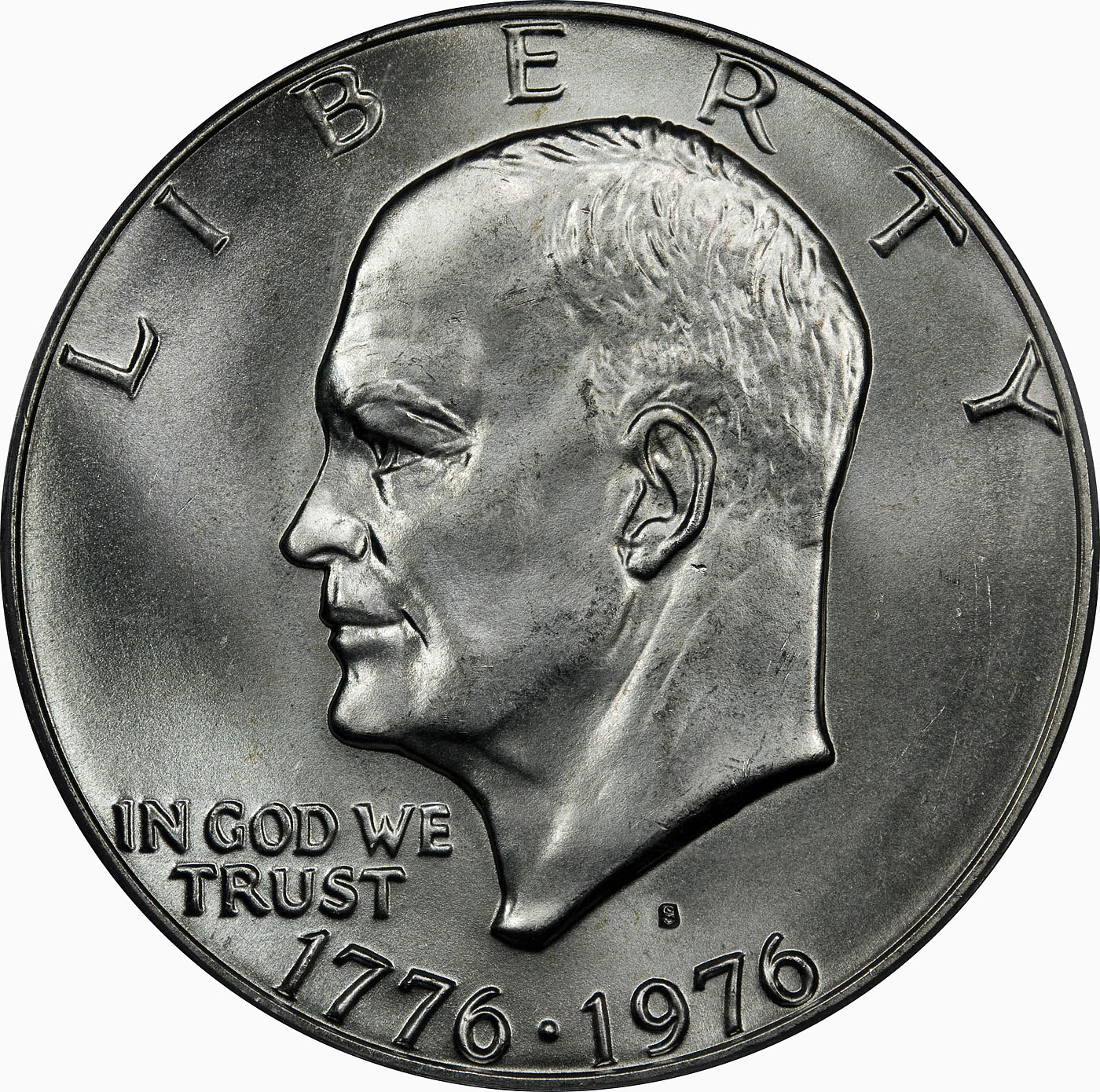
Le dollar Eisenhower avec la double date 1776-1976.

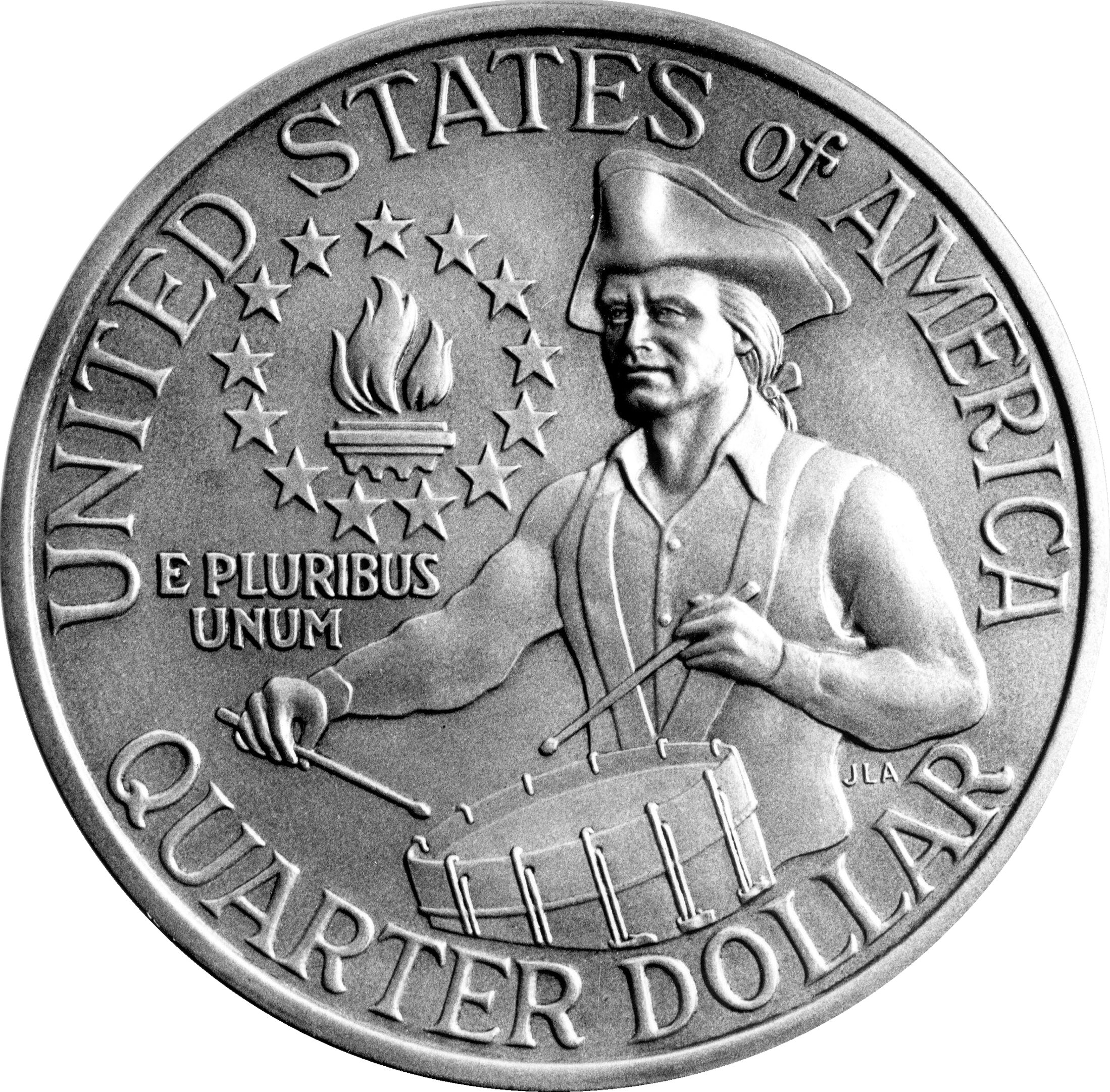
Le revers du quart de dollar du bicentenaire.

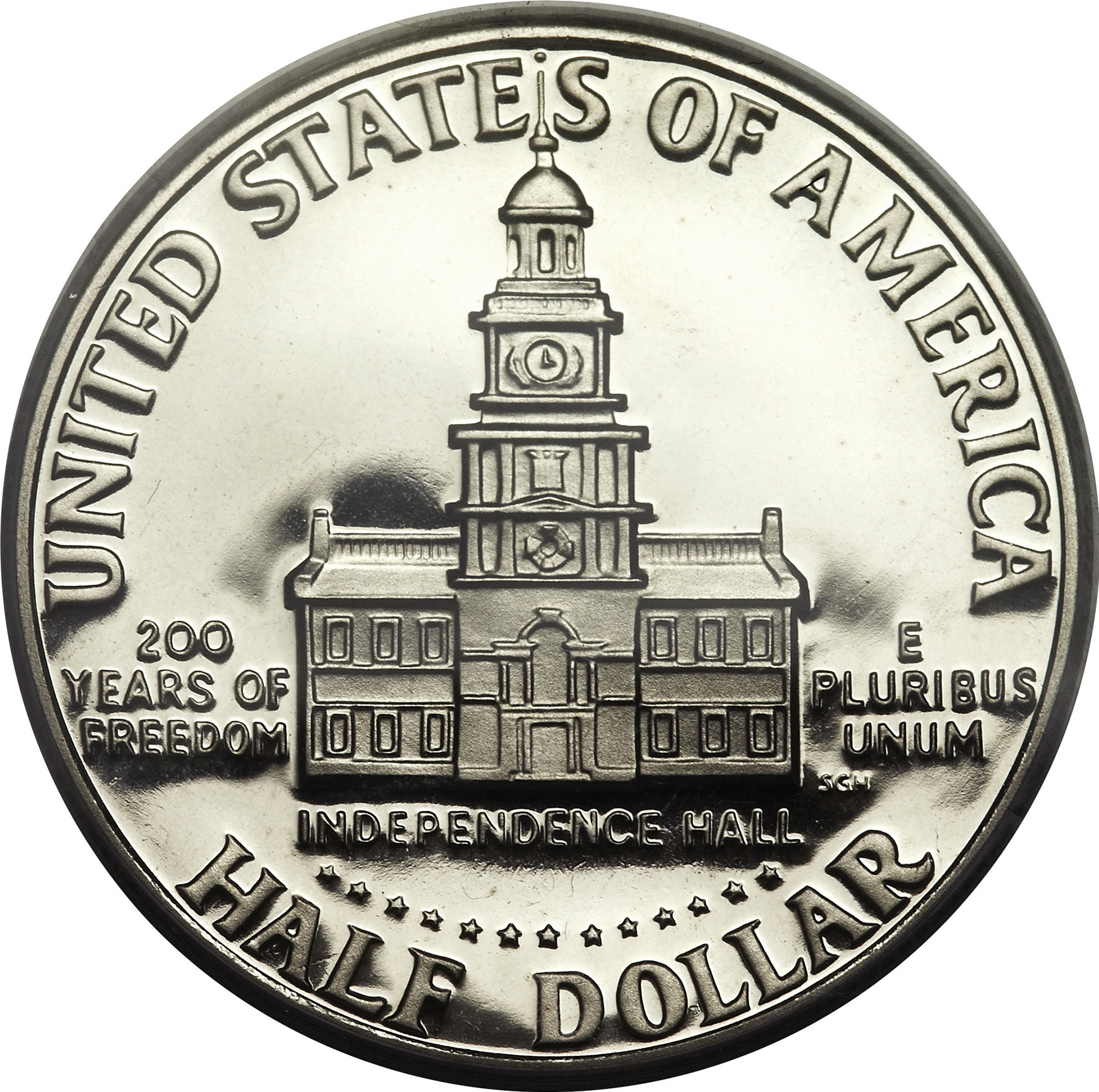
Revers du demi-dollar du bicentenaire.

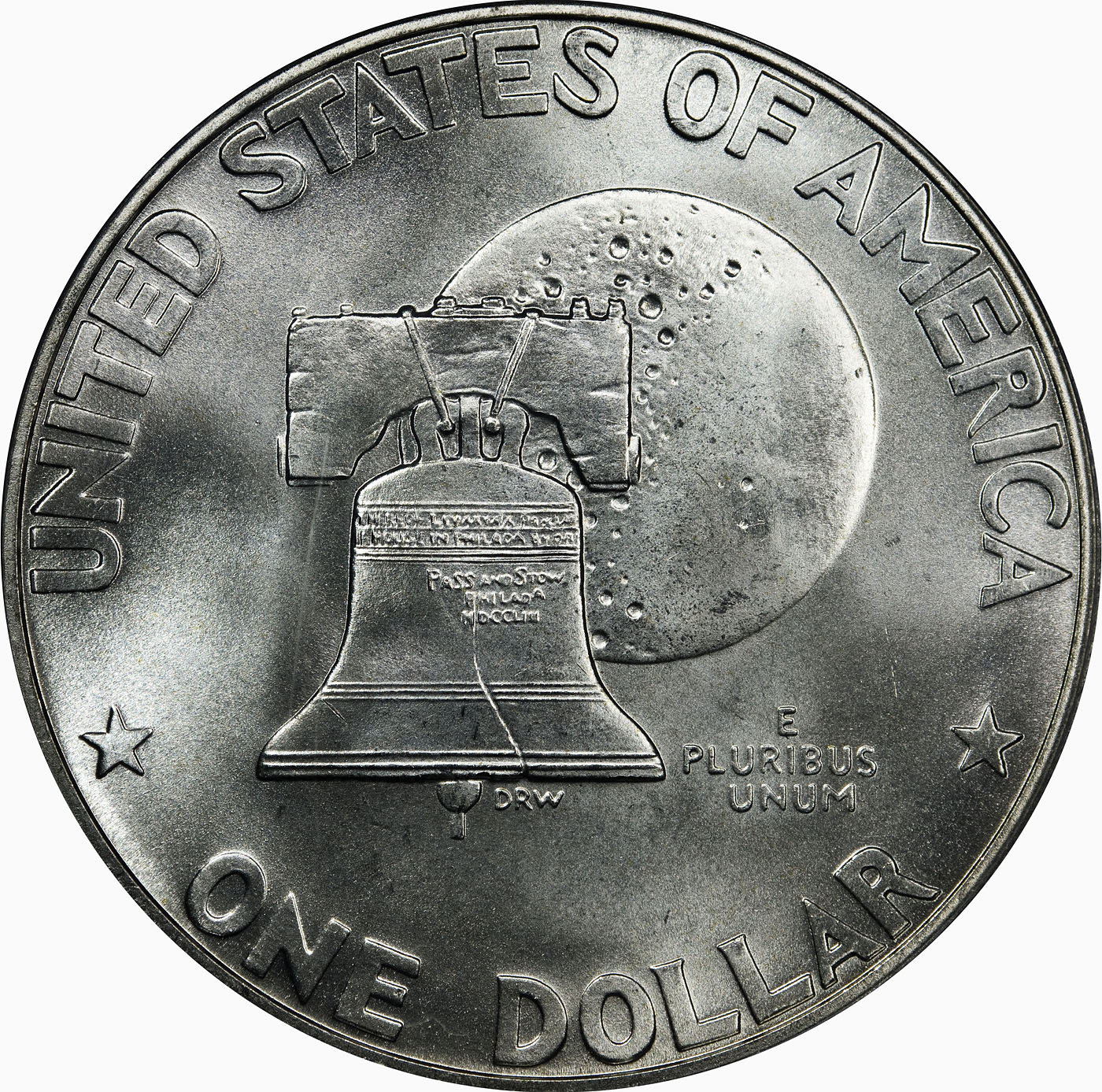
Revers du dollar du bicentenaire (Type I).

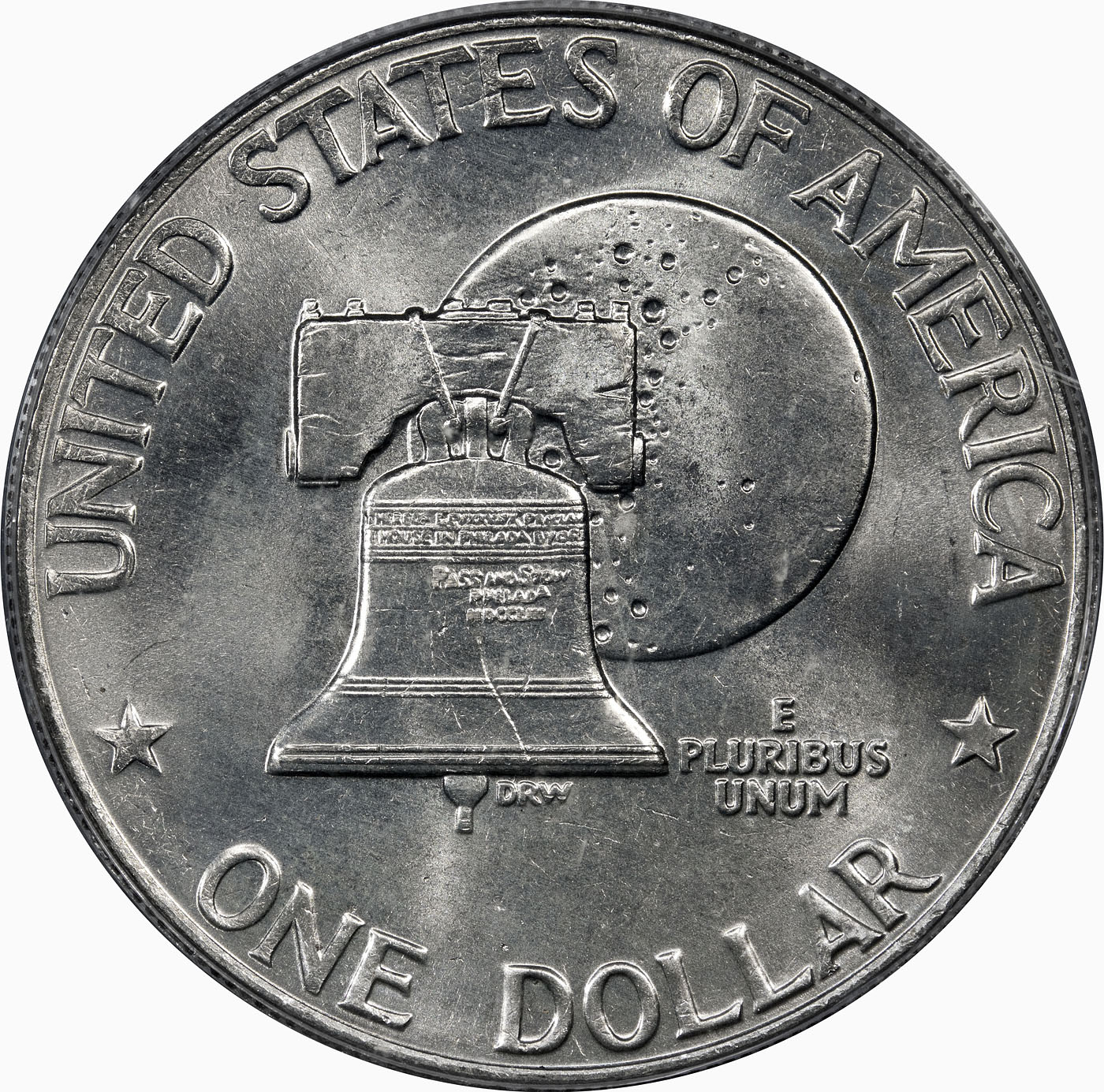
Revers du dollar du bicentenaire (Type II)

La série de pièces commémoratives américaines du bicentenaire des États-Unis est un ensemble de pièces de circulation et commémoratives comprenant un quart de dollar, un demi-dollar et un dollar, frappées par la Monnaie des États-Unis en 1975 et 1976. Quelle que soit leur date de frappe, chaque pièce porte la double date « 1776–1976 » sur l’avers habituel du quart de dollar Washington, du demi-dollar Kennedy et du dollar Eisenhower. Aucune pièce datée de 1975 pour l’une ou l’autre de ces trois valeurs faciales n’a été émise.
En raison d’abus survenus par le passé, la Monnaie s’est opposée, à partir des années 1950, à l’émission de pièces commémoratives. À partir de 1971, des membres du Congrès présentent des projets de loi pour autoriser des pièces célébrant le bicentenaire des États-Unis, prévu pour 1976. La Monnaie, par l’intermédiaire de sa directrice Mary Brooks, s’oppose d’abord à ces propositions, avant de les soutenir. Le Congrès adopte alors une loi imposant la refonte temporaire du revers du quart de dollar, du demi-dollar et du dollar.
Un concours national aboutit à la sélection des motifs suivants : un tambour colonial pour le quart de dollar, l’Independence Hall pour le demi-dollar et la Cloche de la Liberté superposée à la Lune pour le dollar. Ces trois pièces restent courantes aujourd’hui en raison du grand nombre frappé. Les pièces destinées à la circulation sont fabriquées en cuivre-nickel ; le Congrès ordonne également la frappe de 45 de pièces en argent plaqué pour les collectionneurs. La Monnaie en vend plus de la moitié avant de faire fondre le reste après leur retrait de la vente en 1986.

## Contexte
Depuis 1892, la Monnaie des États-Unis frappe des pièces commémoratives pour divers événements et anniversaires. Les organisations font autoriser une émission par le Congrès, achètent la totalité des pièces et les revendent au public avec une majoration. La dernière de ces émissions, des demi-dollars à l’effigie de Booker T. Washington et de George Washington Carver, est frappée sur plusieurs années, avant d’être interrompue en 1954. Vendues initialement au prix de 3,50, elles sont maintes fois bradées ; beaucoup ne peuvent être écoulées avec un bénéfice et finissent par entrer en circulation. Le promoteur de ces émissions, S.J. Phillips, gère mal leur distribution et perd 140 000 dollars. La publicité négative qui en résulte amène le Département du Trésor — dont dépend la Monnaie — à s’opposer aux nouvelles propositions de pièces commémoratives, et, jusqu’aux années 1970, le Congrès n’en adopte aucune.
En 1966, le Congrès crée la commission du bicentenaire de la Révolution américaine pour planifier et coordonner les activités liées au bicentenaire de l’indépendance américaine en 1976. En février 1970, l’ARBC institue un comité consultatif sur les pièces et médailles. Dans son premier rapport, publié en juillet 1970, le comité recommande la production d’un demi-dollar commémoratif pour le Bicentenaire. En décembre 1970, il préconise des dessins spéciaux pour toutes les coupures de la monnaie américaine à cette occasion ; l’ARBC adopte cette position le mois suivant. Le Trésor s’oppose toutefois à ce changement, fidèle à sa position de longue date contre les pièces commémoratives. Plusieurs propositions de pièces du Bicentenaire sont déposées au Congrès en 1971 et 1972, mais aucune n’aboutit.
La directrice de la Monnaie, Mary Brooks, assiste aux réunions du comité consultatif. Lors d’une séance, elle soutient l’idée d’apposer une double date « 1776–1976 » sur les pièces en circulation afin de marquer l’anniversaire en 1976, bien qu’intégrer deux dates sur l’avers présente des difficultés techniques. Cependant, dans une interview accordée à un journal, elle qualifia l’idée de modifier les six pièces en circulation (du cent au dollar) de « catastrophe ». Elle estime que, si une pièce du bicentenaire doit être émise, elle doit être hors circulation, par exemple un demi-cent ou une pièce en or. Brooks pense qu’une telle pièce ne perturberait pas la production courante de la Monnaie. Toutefois, au cours de l’année 1972, elle revient sur cette position et, à la fin de l’année, elle a convaincu le secrétaire au Trésor George Shultz de soutenir un projet de loi pour une pièce du bicentenaire,.

## Autorisation
En janvier 1973, le représentant du Texas Richard Crawford White (en) présente un projet de loi visant à émettre des dollars et demi-dollars commémoratifs. Le sénateur de l’Oregon, Mark Hatfield, propose également un texte prévoyant une pièce en or de 25 dollars. Le 2 mars 1973, le Trésor annonce son soutien à une législation sur les pièces du bicentenaire, prévoyant la modification du revers des dollars et demi-dollars en circulation, et transmet trois jours plus tard au Congrès un projet de loi en ce sens. Des auditions devant une sous-commission de la Chambre des représentants se tiennent le 2 mai 1973. Mary Brooks y témoigne, soutenant la refonte limitée prévue dans le texte, mais s’opposant à une refonte plus large. En dehors de la question du bicentenaire, elle demande l’autorisation de frapper des pièces américaines au dépôt d’or de West Point, où il y a de l’espace pour installer d’anciennes presses. Brooks critique la proposition Hatfield, affirmant que la pièce devrait avoir une pureté de .667 ou moins pour éviter la thésaurisation.
À la suite de ces auditions, plusieurs autres projets de loi sont présentés, et de nouvelles auditions ont lieu devant une sous-commission du Sénat le 6 juin. Brooks témoigne à nouveau et, en réponse aux critiques selon lesquelles seules les deux coupures les moins populaires seraient modifiées, elle se déclare favorable à un quart de dollar du bicentenaire. Le 13 juin, un projet de loi (S. 1141) prévoyant un quart de dollar, un demi-dollar et un dollar du bicentenaire destinés à la circulation, autorisant la frappe de pièces à West Point et permettant la production de versions en placage d’argent à 40 % pour les collectionneurs, est approuvé par la commission bancaire du Sénat. Le texte est adopté par le Sénat le 13 juillet. Toutefois, des amendements y sont ajoutés, autorisant les citoyens américains à posséder de l’or et intégrant la proposition Hatfield. Un texte similaire est adopté par la Chambre des représentants le 12 septembre, mais il diffère de celui du Sénat car il ne contient aucune disposition relative à l’or et n’autorise pas de versions en argent des nouvelles pièces,.
Les membres des deux chambres se réunissent en commission de conciliation le 19 septembre, lors d’une séance décrite par les observateurs comme « plutôt animée ». Le texte final ne comporte plus de dispositions relatives à l’or, mais autorise la modification du revers du quart de dollar, du demi-dollar et du dollar pour le bicentenaire. L’avers des trois pièces ne serait pas modifié, mais porterait la double date « 1776–1976 ». Selon les termes de la loi, toutes les pièces frappées et mises en circulation après le 4 juillet 1975 et avant le 1er janvier 1977 porteraient les dates et dessins du bicentenaire. Le Congrès ordonne à la Monnaie de frapper 45 millions de pièces plaquées argent (soit 15 millions de séries) et lui accorde l’autorisation demandée de produire des pièces à West Point. Les quarts de dollar, demi-dollars et dollars destinés à la circulation resteraient en cuivre-nickel plaqué sur un noyau de cuivre. Le projet de loi modifié est adopté par les deux chambres du Congrès le 4 octobre 1973 et signé par le président Richard Nixon le 18 octobre. La proposition de Hatfield, ainsi que des textes similaires d’autres sénateurs, est réintroduite en 1975, mais échoue en commission, tout comme un projet de pièce de deux cents du bicentenaire et un projet de pièce honorant Abigail Adams et Susan B. Anthony. La production supplémentaire à West Point est déterminante pour pallier une pénurie de cents en 1974 et permet à la Monnaie de disposer d’une plus grande flexibilité à l’approche de la frappe des pièces du bicentenaire.

## Concours
Le 23 octobre 1973, le département du Trésor annonce l’organisation d’un concours pour les trois dessins de revers. Tout citoyen américain peut soumettre un dessin ou une photographie d’un modèle en plâtre d’un diamètre de 25 cm. Comme l’exige la loi, les propositions doivent inclure les légendes UNITED STATES OF AMMERICA, E PLURIBUS UNUM ainsi que la valeur faciale correspondante (QUARTER DOLLAR, HALF DOLLAR ou ONE DOLLAR). Le secrétaire au Trésor, George Shultz, conseillé par un jury, déciderait quel dessin serait utilisé pour chaque pièce,.
À la demande de la directrice Mary Brooks, la National Sculpture Society (en) choisit les cinq membres du jury. Il s’agit de son président Robert Weinman (fils d’Adolph Weinman, créateur du Mercury dime et du demi-dollar Walking Liberty), du sculpteur du Connecticut Adlai S. Hardin, de l’ancien graveur en chef de la Monnaie Gilroy Roberts, de Julius Lauth de la {{langue|en|Medallic Art Company}} et d’Elvira Clain-Stefanelli, conservatrice à la Division de numismatique de la Smithsonian Institution.
La date limite est initialement fixée au 14 décembre 1973, mais est reportée au 9 janvier 1974 en raison de la crise énergétique et des retards du courrier de Noël. Brooks parcourt plus de 11 000 km pour promouvoir le concours. À la date limite, la Monnaie a reçu 15 000 demandes de renseignements et 884 propositions. Les membres du jury, ainsi que toute personne employée par le gouvernement américain en tant que sculpteur, ne peuvent pas participer. Le prix attribué à chacun des trois lauréats est de 5 000 $. Le jugement doit  initialement avoir lieu à West Point ; en raison du report, il a finalement lieu à la Monnaie de Philadelphie,.
Parmi les propositions, le jury sélectionne douze dessins demi-finalistes ; chaque sculpteur retenu reçoit un prix de 750 $. Les participants doivent ensuite reproduire leur travail sur des modèles en plâtre, si cela n’a pas déjà été fait, et peuvent bénéficier d’une aide pour les réaliser.

## Préparation
Les douze dessins restants sont présentés par le département du Trésor pour consultation publique au début de l’année 1974. Deux des projets de pièces représentent des voiliers, deux autres l’Independence Hall de Philadelphie, lieu de la signature de la Déclaration d’indépendance, et trois montrent la Lune ou un engin spatial lunaire. Un autre dessin représente la Cloche de la Liberté superposée à un symbole atomique. Selon le numismate Michael Marotta, dans son article de 2001 sur les pièces du bicentenaire, « la réaction de la communauté numismatique face aux propositions est prévisible : tout le monde se plaint en envoyant des lettres aux rédacteurs ».
Parmi ces douze dessins, le jury en sélectionne six qui sont soumis à l’examen du National Bicentennial Coin Design Competition Committee, composé de Mary Brooks, du représentant Wright Patman, du sénateur John Sparkman, du secrétaire de la commission des beaux-arts Charles H. Atherton et d’Eric P. Newman, président du comité consultatif sur les pièces et médailles de l’ARBC. Après avoir reçu les recommandations de ce comité, le secrétaire au Trésor George Shultz choisit les lauréats et, le 6 mars 1974, Brooks annonce les résultats lors de l’émission Today. Le dessin de Jack L. Ahr, représentant un joueur de tambour colonial avec une torche de la victoire entourée de treize étoiles — symbolisant les treize États originaux), est retenu pour le quart de dollar. L’image de Seth Huntington représentant l’Independence Hall est choisie pour le demi-dollar, tandis que la composition de Dennis R. Williams — la Cloche de la Liberté superposée à la Lune — fut sélectionnée pour le dollar. Ahr dirige une entreprise d’art commercial, Huntington est artiste principal chez Brown and Bigelow, une maison d’édition de Minneapolis, et Williams, âgé de 21 ans, le plus jeune créateur d’une pièce américaine, est étudiant en art et a initialement conçu son dessin pour un devoir de classe. Aucune modification n'est apportée à l’avers des pièces, si ce n’est l’ajout de la double date.

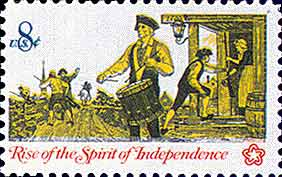
Ce timbre du bicentenaire de 1973, comme le quart de dollar, représente un tambour colonial.

Ahr est accusé par William A. Smith, le créateur du timbre de 1973, d’avoir copié son joueur de tambour ; il nie ces accusations. Selon l’historien numismatique Walter Breen, « les deux proviennent manifestement de la peinture Spirit of ’76 réalisée en 1876 par Archibald Willard », une œuvre que, selon l’auteur numismatique David L. Ganz, ils ont tous deux certainement vue au cours de leur vie. Ahr affirme cependant que son fils a servi de modèle pour le joueur de tambour. Dans une lettre adressée à Smith, Mary Brooks indique que le dessin du quart de dollar est « suffisamment original » pour impressionner la National Sculpture Society (en). Weinman, quant à lui, juge plus tard les dessins gagnants de façon mitigée :

« Je ne pense pas vraiment que nous ayons fait une si bonne affaire. Rien de ce que nous avons choisi n’est un véritable gagnant pour lequel je me serais battu jusqu’au bout. Mais compte tenu de ce que nous avons sous la main, je crois que nous avons fait de notre mieux. »

Le 24 avril 1974, les trois lauréats sont invités à Washington DC. Après une visite de la Maison-Blanche et des rencontres avec les commissions parlementaires chargées des projets de loi sur les pièces, ils se rendent au bâtiment du Trésor, où ils reçoivent chacun un chèque de 5 000 $ des mains du nouveau secrétaire au Trésor, William E. Simon, qui leur demande en plaisantant s’ils souhaitent investir leur prix en obligations d’épargne.
Le graveur en chef de la Monnaie, Frank Gasparro, modifie légèrement les trois dessins de revers. Il simplifie celui du quart de dollar, modifie le tambour pour plus d’authenticité, change la typographie et retouche l’expression du visage. Il apporte quelques modifications à l’Independence Hall sur le demi-dollar et retouche les inscriptions du dollar pour faciliter l’écoulement du métal lors de la frappe, demandant au créateur de redresser le bord inférieur de la Cloche de la Liberté. Ahr déclare plus tard qu’il aurait aimé disposer de plus de temps pour finaliser son dessin, notamment pour préciser les traits du visage du joueur de tambour. Les initiales de chaque créateur sont ajoutées sur leur dessin par la Monnaie. Les trois lauréats reconnaissent que les modifications de Gasparro ont amélioré leurs œuvres.

## Production

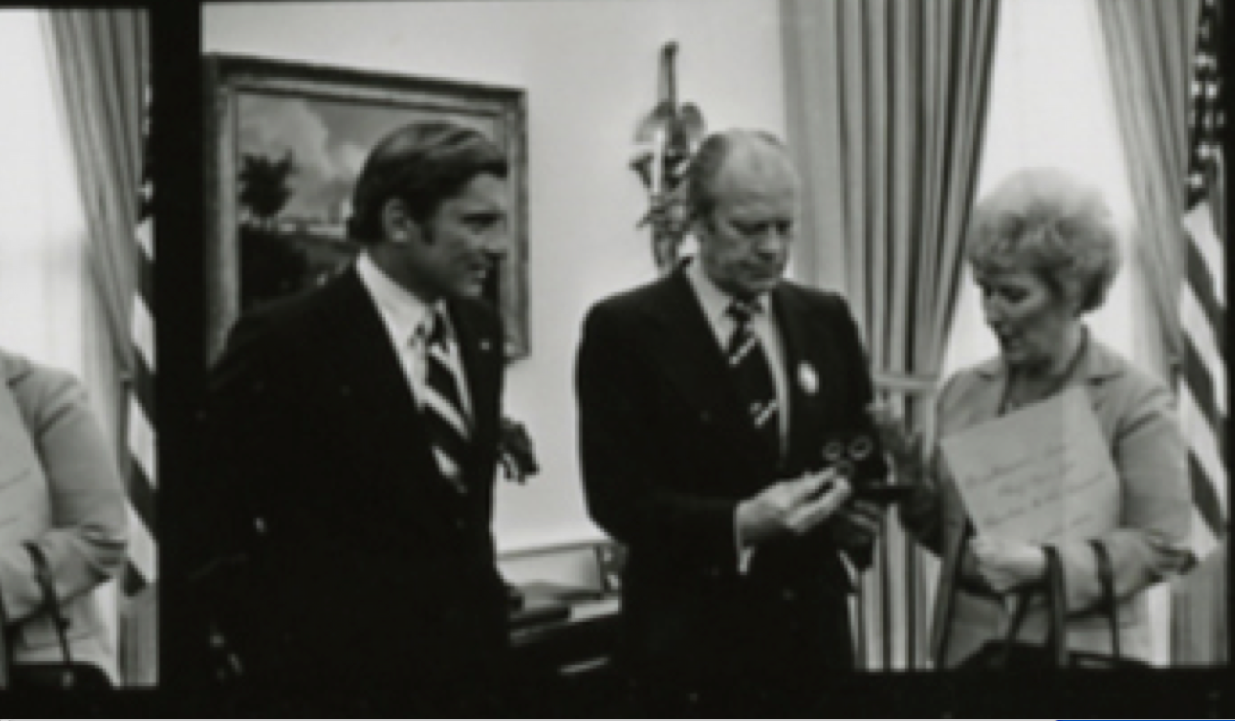
La directrice de la Monnaie Mary Brooks remet au président Gerald Ford (au centre) le premier ensemble de pièces du bicentenaire, le 13 novembre 1974, sous le regard de John Warner, directeur de l’administration américaine du bicentenaire de la Révolution.

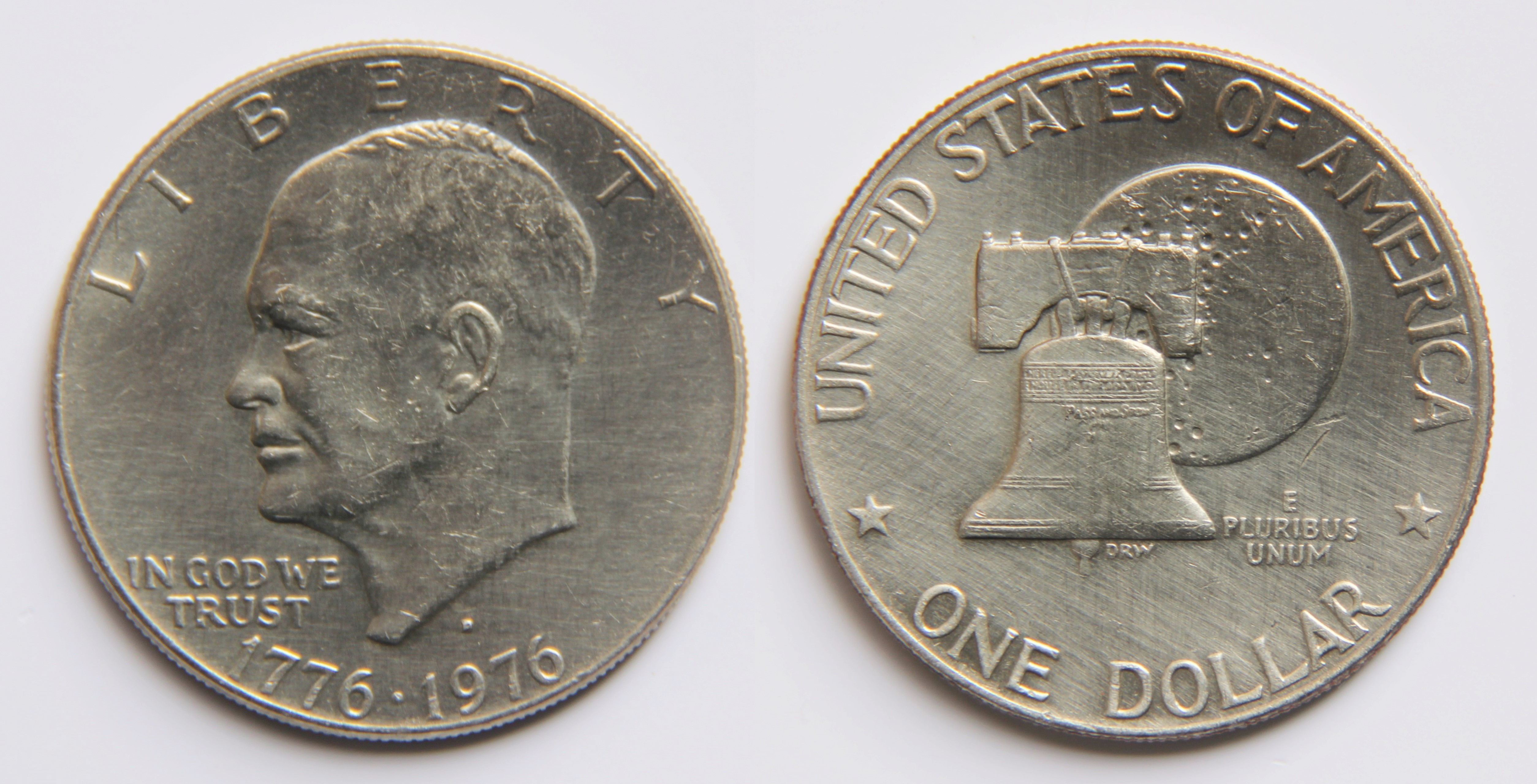
Dollar Eisenhower Type II (1976) 40% argent.

Le 12 août 1974, les trois créateurs se rendent à la Monnaie de Philadelphie, où ils actionnent symboliquement les presses pour frapper les premières pièces portant leurs dessins. Ces prototypes sont exposés le lendemain, sous surveillance armée, lors de la convention de l’American Numismatic Association en Floride. Ils diffèrent de toutes les autres pièces du bicentenaire car ils sont frappés en argent belle épreuve sans différent ; les autres pièces belle épreuve en argent portent un « S » pour indiquer leur fabrication à la Monnaie de San Francisco. Les pièces frappées à Denver portent un « D » sur l’avers ; celles sans différent proviennent de Philadelphie. Des ensembles de ces prototypes sont remis au président Gerald Ford, à Anne Armstrong, conseillère du président et à John Warner, directeur de l’American Revolutionary Bicentennial Administration. Tous les autres premiers exemplaires sont fondus, et aucune copie n'est conservée, même pour la collection numismatique nationale,.
La Monnaie craint que si elle doit frapper des quarts, demi-dollars et dollars datés de 1975, elle ne puisse en produire assez avant de passer aux émissions du bicentenaire, ce qui risque de rendre les pièces de 1975 trop recherchées par les collectionneurs et de provoquer une pénurie monétaire, alors que l’objectif est d’accumuler un stock de quarts de dollar. Les responsables reviennent devant le Congrès pour demander une modification de la loi. Le président Ford signe le 26 décembre 1974 un texte comportant plusieurs ajustements non controversés, dont la possibilité pour la Monnaie de continuer à frapper des pièces datées de 1974 jusqu’au lancement des pièces du bicentenaire. Selon cette loi modificative, les pièces commémoratives ne peuvent être émises avant le 4 juillet 1975,,.
Le 15 novembre 1974, la Monnaie commence à prendre des commandes pour les pièces plaquées argent, à raison de 15 $ pour les ensembles belle épreuve et 9 $ pour les ensembles brillant universel, avec une date limite au 31 janvier 1975. Les pièces brillant universel sont identiques à celles mises en circulation, tandis que les belle épreuve présentent un fini miroir. Les acheteurs sont initialement limités à cinq ensembles par personne. Le 19 janvier 1975, Brooks annonce que le prix des ensembles belle épreuve passe à 12 $ et que la limite de commande est levée. Les acheteurs ayant payé le prix initial reçoivent un remboursement par chèque. Brooks explique que cette réduction est due à des gains de productivité, qu’elle souhaite faire bénéficier au public. Toutefois, le chroniqueur numismatique Ed Reiter note que cette baisse intervient alors que la communauté numismatique proteste contre un prix jugé trop élevé. En 1977, le marchand de pièces Herby Skelton estime que ce prix initial élevé suivi d’une réduction, combiné à un tirage important, a suscité la méfiance et contribué au ralentissement des ventes. Le 20 août 1975, le prix des ensembles brillant universel en argent est abaissé à 7 $ pour les achats de 50 exemplaires ou plus, ce qui amène une banque de Taïwan à commander 250 000 ensembles à ce tarif.
Les premières pièces du bicentenaire destinées au public sont des dollars, frappés en février 1975. Les premières destinées aux collectionneurs sont frappées à San Francisco le 23 avril 1975. La Monnaie de San Francisco frappe d’abord les 45 millions de pièces en argent, produisant 11 millions d’ensembles brillant universel et 4 millions en belle épreuve, avant de passer aux versions en métal commun. Dès le début, la Monnaie constate que le dollar en cuivre-nickel présente une frappe moins nette que les versions en argent. Les coins sont modifiés : la version corrigée, dite « Type II », se distingue par des inscriptions plus fines et nettes au revers. Toutes les pièces en argent, frappées uniquement à San Francisco, sont de type I ; les trois ateliers produisent des versions cuivre-nickel de type I et II. Tous les dollars inclus dans les ensembles belle épreuve de 1975 sont de type I ; ceux de 1976 sont de type II,. Les pièces du bicentenaire pour collectionneurs ne sont livrées qu’après le 4 juillet 1975. Les versions en métal commun sont incluses dans les ensembles de 1975, aux côtés de cents, nickels et dimes datés de 1975.
Les nouvelles pièces entrent en circulation le 7 juillet 1975 avec le lancement du demi-dollar, accompagné de cérémonies à Minneapolis, ville natale de Seth Huntington. Le quart de dollar suit en septembre et le dollar en octobre, chacun avec son propre événement commémoratif. Les quantités frappées dépassent largement les besoins réels ; un porte-parole de la Monnaie déclare : « L’idée, en les produisant, est d’en avoir assez pour que le plus grand nombre possible d’Américains puisse posséder une pièce commémorative de l’année du bicentenaire. Ce sont des souvenirs ».
En 1977, la Monnaie revient aux anciens revers pour le quart de dollar, le demi-dollar et le dollar. À la mi-1977, les ventes ont chuté à environ 300 ensembles par semaine, un responsable déclarant que, face aux énormes stocks invendus, cela représente « une goutte d’eau dans l’océan ». En 1979, la Monnaie espère écouler tous les ensembles belle épreuve en argent, mais reconnaît qu’avec les énormes quantités invendues, il n’y a aucune chance réaliste de vendre tous les ensembles brillant universel. Le 17 septembre 1979, face à la hausse du prix de l’argent, la directrice Stella B. Hackel annonce que les ensembles sont retirés de la vente. Ils sont remis en vente en août 1980, à des prix relevés à 20 $ pour les belle épreuve et 15 $ pour les brillant universel. En septembre 1981, la baisse du prix de l’argent amène la Monnaie à réduire les prix à 15 et 12 $, avec une limite de 100 ensembles belle épreuve par acheteur, mais aucune pour les brillant universel. En 1982, une grande quantité d’ensembles est fondue par le gouvernement. La directrice Donna Pope, sous l’administration Reagan, déclare plus tard : « Les ventes des pièces régulières du bicentenaire 1776–1976 semblent ne jamais s’arrêter ». Le 31 décembre 1986, les ensembles brillant universel restants sont retirés de la vente ; il est alors annoncé que les ensembles belle épreuve sont déjà épuisés. Toutefois, Marotta, écrivant en 2001, affirme que lors de l’arrêt des ventes, 400 000 ensembles belle épreuve et 200 000 non circulés restent encore en stock.
En raison des quantités massives frappées, les pièces du bicentenaire restent bon marché. Un ensemble de trois pièces en argent contient 0,538 1 once troy (16,74 g) de métal précieux,,. En 1996, l’historien T.V. Buttrey estime qu’environ 750 millions de quarts de dollar en circulation — soit plus d’un tiers — sont thésaurisés et ne circulent pas. En 1977, le marchand Marcel Sassola déclare à propos des ensembles en argent : « Il y en a eu beaucoup trop de vendus, et je pense qu’il faudra attendre longtemps avant qu’ils aient une vraie valeur. Peut-être pour le tricentenaire ».
| Pièces            | Philadelphie | Denver      |
| ----------------- | ------------ | ----------- |
| Quarts de dollar  | 809 784 016  | 860 118 839 |
| Demi-dollars      | 234 308 000  | 287 565 248 |
| Dollars (type I)  | 4 019 000    | 21 048 710  |
| Dollars (type II) | 113 318 000  | 8 217 164   |

| San Francisco (ensembles)                                   | Cupronickel | Plaqué argent |
| ----------------------------------------------------------- | ----------- | ------------- |
| Ensemble belle épreuve 1975 (six pièces, du cent au dollar) | 2 845 450   | 0             |
| Ensemble belle épreuve 1976 (six pièces, du cent au dollar) | 4 149 730   | 0             |
| Nombre réel d'ensembles brillant universel en argent émis   | 0           | 4 908 319     |
| Nombre réel d'ensembles belle épreuve en argent émis        | 0           | 3 998 621     |

## Valeur numismatique
La valeur numismatique des pièces de monnaie du bicentenaire des États-Unis varie considérablement en fonction de leur état, de leur différent et de la présence d'erreurs de frappe. La majorité de ces pièces, conçues pour la circulation générale, conservent leur valeur faciale. Toutefois, les pièces en état brillant universel ou belle épreuve peuvent atteindre des prix plus élevés, en particulier celles de haute qualité ou celles présentant des caractéristiques uniques,.
Un exemplaire quart de dollar en cupronickel de la Monnaie de Philadelphie (sans différent) de grade MS-67+ est vendu 1 821 $ en mars 2023. Un MS-68 de Philadelphie peut atteindre 5 000 $. Les pièces de la Monnaie de Denver (différent « D ») sont souvent de meilleure qualité de frappe ; un MS-68 de Denver peut se vendre entre 3 220 et 6 463 $,.
Les quarts de dollar en argent (40 %) sont principalement destinées aux collectionneurs et frappées par la Monnaie de San Francisco (différent « S »). Un exemplaire brillant universel de grade MS-69est vendu 19 200 $ en juin 2019, avec seulement six pièces connues à ce grade. Une pièce belle épreuve en argent de San Francisco de grade PR70 DCAM (Deep Cameo) est vendue 2 760 $ en novembre 2007,,.
Des erreurs de frappe peuvent significativement augmenter la valeur d'une pièce du bicentenaire. Les Doubled Die Obverse (DDO), où les éléments du motif, comme la date ou les lettres, apparaissent doublés en raison d'un mauvais alignement de la matrice, par exemple. Un quart de dollar de Denver de grade MS-66 avec cette erreur est vendu 8 400 $ en mai 2023,. Les pièces surfrappées, résultant d'une frappe sur un flan déjà frappé ou d'une autre dénomination. Un quart de dollar du bicentenaire frappé sur un dime est vendu 9 200 $,, et un exemplaire de qualité belle épreuve de grade MS-67 atteint 12 000 $. Une pièce à double dénomination, un dollar frappé sur un quart de dollar, est vendue 28 000 $. Une pièce struck through, causées par la présence d'un corps étranger dans la chambre de frappe, de grade MS-66, frappé à travers un tissu est vendue 881,25 $.